# Пола Абдул
По́ла А́бдул (англ. Paula Abdul; 19 червня 1962, Сан-Фернандо, Каліфорнія, США) — американська поп-співачка, танцюристка, хореографка, композиторка, музикантка, продюсерка, журналістка, акторка і телеведуча з українським корінням. Володарка зірки на Голлівудській алеї слави.

## Біографія
Народилася в каліфорнійській долині Сан-Фернандо, другою донькою в єврейській родині торговця худобою, потім власника компанії з торгівлі піском та гравієм Гаррі Абдула сирійсько-бразильського походження і піаністки Лорейн Райкіс, асистентки американського режисера Біллі Вайлдера, франкоканадського походження. Батько народився в сім'ї сефардських євреїв в Алеппо (Сирія), які емігрували спочатку до Бразилії, а потім до США; мати народилася в ашкеназькій єврейській родині з українських земель, в заселеному франко-канадцями містечку Сент-Боніфас (Манітоба, Канада). Дідусь Поли Абдул по материнській лінії, власник універсального магазину в Манітобі Вільям Райкіс, був родом з волинського містечка Катербург (нині Катеринівка Кременецького району Тернопільської області); бабуся — Саллі Райсберг — дочка вихідців з України та Росії. Так прабабуся по материнській лінії — Маріам Голубицька (Райсберг) — родом з Овруча.
Батьки розлучилися 1969 року, і її виховувала матір.
У 7 років Пола почала займатися танцями, в школі і коледжі очолювала танцювальні команди, що виступали в перервах спортивних змагань, поки не стала керувати розігрівальною групою професійної баскетбольної команди «Лос-Анджелес Лейкерс».
Досягнення Абдул привернули увагу музикантів, її стали запрошувати хореографкою для зйомки відеокліпів Джанет Джексон, групи «The Pointer Sisters», «ZZ Top», «Duran Duran». Наприкінці 1980-х років Абдул підписала контракт з фірмою «Virgin Records». Дебютний альбом «Forever Your Girl» (1988) відразу ж приніс співачці успіх.
1992 року Абдул одружилася з кіноактором Еміліо Естевесом, через два роки розлучилася.
На її честь названа персонажка Avdol, другорядна протагоністка в манзі і аніме JoJo's Bizzare Adventure: Stardust Crusaders.

## Дискографія
- 1988 — «Forever Your Girl»
- 1990 — «Shut Up and Dance»
- 1991 — «Spellbound»
- 1995 — «Head Over Heels»

## Хіти
- Opposites Attract (Forever Your Girl)
- Forever Your Girl (Forever Your Girl)
- Straight Up (Forever Your Girl)
- Cold Hearted (Forever Your Girl)
- Promise Of A New Day, The (Spellbound)
- Rush, Rush (Spellbound)